# Brigada Victor Jara
Brigada Victor Jara es una banda portuguesa fundada en 1975 por un grupo de jóvenes de Coímbra.

## Historia
Inicialmente la banda se dedicaba a versionear canciones portuguesas y de otros países de carácter revolucionario con las que participaban en las campañas de dinamización cultural del MFA. El nombre de la banda fue elegido en memoria del cantautor chileno homónimo, asesinado por los militares tras el golpe de Estado del general Augusto Pinochet, en Chile.
En 1977 editan el disco Eito Fora - Cantares Regionais (Ictus fuera: Cantares regionales) que marca una nueva era en la música urbana inspirada en la música regional. La formación que grabó el primer disco con la discográfica Mundo Novo (asociada a la editorial Caminho) estaba formado por Né Ladeiras, Jorge Seabra, José Maria Vaz de Almeida, Fernando Amilcar, Jorge Santos, João Ferreira y Joaquim Caixeiro. Al año siguiente, 1978, el grupo sale por primera vez de Portugal viajando a la Unión Soviética, donde participa en las conmemoraciones del 25 de abril. En 1979 graban su siguiente álbum, "Tamborileiro", . Al año siguiente actúan en los festivales internacionales de Sokolov (Checoslovaquia) y de Berlín (RDA). En Angola actuaron en las conmemoraciones del 25 de abril, en la fiesta de " L'Unitá" (Italia) y en espectáculos para asociaciones de emigrantes portugueses en Holanda. El disco "Quem Sai Aos Seus" (Quien sale a los suyos [no degenera]) se editó en 1981 por la discográfica Vadeca. En 1982 tiene lugar el lanzamiento del álbum "Marcha dos Foliões" (Marcha de los invitados). Reciben el premio al "mejor conjunto del año" atribuido por la revista Nova Gente. 
En 1983 realizan una gira por Francia que visitó las ciudades de Grenoble, Niza, Marsella y Tours. Al año siguiente se edita el álbum "Contraluz". Vadeca lanza el recopilatorio "10 Anos a Cantar Portugal" (10 años cantando a Portugal). Regresan a Francia invitados por la Asociación Franco-Portuguesa para actuar en Pau, Tarbes, Toulouse y Burdeos. Conmemoran su 10 aniversario con espectáculos en el Teatro Académico de Gil Vicente (Coímbra) y en el Aula Magna de Lisboa, con la participación de la GEFAC. Viajan a Macao en las conmemoraciones del 10 de junio de 1985. Actúan en Bulgaria en el Festival Internacional de la Juventud, y en Grecia con conciertos en Lárisa, Salónica, Volos y Atenas. En 1986 el grupo se presenta en Londres por invitación de la GLC, con el espectáculo "A Raíz e o Tempo" (la raíz y el tiempo). En Maputo (Mozambique) participan en el Festival Internacional de Música "Festa Maio". Durante el año 1987 realizan una gira por Holanda con "A Raíz e o Tempo", que transcurrió por Róterdam, La Haya y Ámsterdam. En Galicia participan en un espectáculo de homenaje a José Afonso. Viajan a la Isla de Santa María, en las Azores para participar en el Festival Internacional "Maré De Agosto".
En 1988 participan en la "Quincena de Cultura Portuguesa" en Grenoble (Francia, en las conmemoraciones del 10 de junio en Caracas (Venezuela). Prosiguen en las Azores, donde dan conciertos en Santamaría y en Pico. En diciembre de ese mismo año actúan nuevamente en Pau (Francia), invitados por la asociación franco-portuguesa.
En 1989 se graba el LP "Monte Formoso" en la discográfica MBP. Participarían en el "XIII Festival Mundial da Juventude" que tuvo lugar en Pionyang (Corea del Norte). El espectáculo "Monte Formoso", dedicado a José Afonso, contó con la colaboración del GEFAC y de la compañía de teatro Bonifrates. En 1990 actúan en París durante las conmemoraciones del 25 de abril. Dan varios conciertos en el archipiélago de las Azores y en diciembre participan en un espectáculo realizado en Orense, en Galicia. Regresan a Francia en 1991 ofreciendo varios conciertos en las ciudades Grenoble, Vienne y Saint Ettienne. Se desplazan también a las Azores para varios conciertos y en julio dan un concierto en Moaña, Galicia.
Durante 1992 actúan en Francia, Inglaterra, País de Gales y Canadá. Participan en el I Festival del Noroeste con conciertos en Caminha (Portugal) y la La Guardia. También actúan en Santiago de Compostela. En 1993 vuelven de nuevo al Reino Unido para participar en los festivales de Beverley, Bradford, Bracknel y Glasgow.
Participan en el disco "Filhos da Madrugada" (hijos de la madrugada), de homenaje a José Afonso, grabado en 1994, y actúan en el Estadio José Alvalade con un espectáculo homónimo. Participan en la grabación de la "Ópera do Bandoleiro" (ópera del bandolero) juntamente con el grupo de teatro Trigo Limpo-Acert y el Quinteto Violado, de Brasil. El disco "Contraluz" se reedita en CD. En abril participan en el concierto del "Grupo de Guitarras e Cantares" de Coímbra, que tiene lugar en el gran auditorio del CCB, en ocasión de las conmemoraciones de los 40 años de carrera de António Brojo y António Portugal. Actúan en Madeira, Bélgica y Macao.
En 1995 se lanza el disco "Danças e Folias". Actúan en directo en Coímbra (Teatro Académio Gil Vicente y Festival José Afonso), Lisboa (Teatro São Luíz), Azores y Galicia. La discográfica Farol reedita el disco "Eito Fora" en CD. En 1996 el grupo actúa en la clausura del Festival Intercéltico de Oporto, donde reciben un premio por sus 20 años de defensa y divulgación de la Música Tradicional Portuguesa. Realizan varios espectáculos en España, las Azores y Madeira y también en el Festival Portugués de Massachusetts, en los Estados Unidos. El disco "Monte Formoso" es reeditado por la discográfica Farol. Durante el año 1997 visitan Galicia en varias ocasiones para participar en festivales de música como los de Liméns, San Miguel de Sarandon y de Cangas de Morrazo. En Alcañices participan en la conmemoración del tratado. En agosto son considerados como el mejor grupo participante en el festival de la isla de Tathiou, en Francia. Ese mismo mes van a las Azores para ofrecer un concierto en Povoação (Isla de San Miguel). En abril de 1998 participan en un festival en Ferrol, La Coruña. Después lo hacen en las conmemoraciones de 10 de junio en Macao, donde ofrecen tres conciertos. Actúan en Italia en los festivales "Sete Sóis Sete Luas" y "Mundus", y en España en los festivales de Mondariz, Guecho (Bilbao) y Murcia. En septiembren actúan en la Expo 98 en un espectáculo que contó con la participación de la GEFAC.
En abril de 1999 actúan en Trento y Rovereto, en Italia, en ocasión del proyecto "Trentino-Portogallo". Realizan también dos conciertos en Salvador de Bahía, integrados en las conmemoraciones por el 450 aniversario de la ciudad de Bahia y en octubre lo hacen en ocasión del 64 aniversario de la Casa de Portugal de São Paulo. En abril de 2000 conmemoran su 25 aniversario. Ofrecen un concierto especial en el Teatro Académico Gil Vicente (Coímbra) y reciben la Medalla al Mérito Cultural de la Cámara Municipal de Coímbra. Se graba un doble CD "Por Sendas, Montes e Vales" (Por sendas, montes y valles y es reeditado el disco "Marcha dos Foliões". "Novas vos Trago" (nuevas os traigo) es el nombre de un disco que cuenta con la participación de Amélia Muge, Sérgio Godinho, Gaiteiros de Lisboa, João Afonso y Brigada Víctor Jara donde se interpretan dos "romances", género de música portuguesa de transmisión oral diseminado por varias partes de mundo. El grupo presenta dos versiones del romance "Parto Em Terras Distantes". En 2001 viajan a Francia para actuar en el Festival Chorus de Chaville y en la "Saison Culturelle" de Vanves. Actúan en el Festival "Músicas del Mundo" de Sines y posteriormente parten a Brasil invitados por la Casa de Portugal de São Paulo. En 2002 viajan a España para actuar en Madrid y en Salamanca, en esta última con ocasión de la declaración de la ciudad como Capital Cultural Europea.
En 2003 comienza con la grabación de 12 temas en directo para el documental "Povo que Canta". Actúan en el Festival Intercéltico (Oporto) y en Arcos de Valdevez. En septiembre de ese año, durante la Festa do Avante, lanzan un CD-Single con temas de su próximo álbum. En 2004 viajan a Francia, y una año después actúan en el Festival Músicas del Mundo de Sines y en Mérida. Conmemoran su 30 aniversario con un espectáculo en el Teatro Académico de Gil Vicente, en Coímbra. En octubre de 2006 se graba el disco "Ceia Louca" (cena loca) que cuenta con las participaciones especiales de Lena d'Água, Jorge Palma, Manuela Azevedo, Carlos Medeiros, Vitorino Salomé, Segue-me à Capela, Cristina Branco, Rita Marques, Janita Salomé y Carlos do Carmo. En 2007 la Cámara Municipal da Amadora concede el premio José Afonso a la Brigada Víctor Jara por el álbum "Ceia Louca".

## Discografía

### Álbumes
- Eito Fora (LP, Mundo Novo, 1977 / CD Farol 1995)
- Tamborileiro (LP, Mundo Novo, 1979 / CD Farol 1996)
- Quem Sai Aos Seus (LP, Vadeca, 1981)
- Marcha Dos Foliões (LP, Vadeca, 1982 / CD EMI 199?)
- Contraluz (LP, CBS, 1984 / CD Sony Music 1994)
- 10 Anos a Cantar Portugal ( LP recopilación, Vadeca, 1985)
- Monte Formoso (LP, MBP, 1989 / CD Farol 1996)
- 15 Anos de recriação da Música Tradicional Portuguesa (UPAV, 1992)
- 15 Anos de recriação da Música Tradicional Portuguesa (Playasound, 1992)
- Danças e Folias (CD, Farol, 1995)
- Por Sendas, Montes e Vales(Doble CD, Farol, 2000)
- Ceia Louca (CD, Universal, 2006)

### Participaciones
- Ópera do Bandoleiro - (ACERT/Gesto, 1994) Obra discográfica de Carlos Clara Gomes que contó con a participación de la Brigada Víctor Jara (Portugal) y del Quinteto Violado (Brasil).
- Filhos da Madrugada (BMG, 1994) - Ronda das Mafarricas
- Novas Vos Trago (Tradisom, 2000) - Parto em terras distantes I/Parto em terras distantes II
- Exploratory Music From Portugal'02 (Atlantic Waves, 2002) - Arriba Monte
- Saudade - 1998 - recopilación de temas interpretados por Fausto Bordalo Dias, Frei Fado d'El Rei, Rodrigo Leão y Vox Ensemble, los Poetas, Paulo Gonzo, Diva, Amélia Muge/José Mário Branco/João Afonso, Né Ladeiras, Júlio Pereira, Brigada Víctor Jara, Amélia Muge y Cesária Évora
- Raízes e Tradições - 1998 - recopilatorio de temas de Gaiteiros de Lisboa, Júlio Pereira, Cramol, Janita Salomé, Banda do Casaco y Brigada Víctor Jara
- A Música Popular Portuguesa - 1998 - recopilatorio con Sérgio Godinho, José Afonso, GAC Vozes na Luta, Vitorino, Brigada Víctor Jara, Teresa Silva Carvalho, Adriano Correia de Oliveira, Trovante, José Mário Branco, António Variações, Banda do Casaco com Ti Chitas, Madredeus, Lua Extravagante, Amélia Muge, Né Ladeiras, Río Grande, João Afonso y Gaiteiros de Lisboa.
- Terres Portuguaises / Portuguese Lands - 1994 - Recopilatorio Playasound con varios artistas portugueses.
- Naciones Celtas III - 1999 - Doble CD con 40 temas de varios artistas, editado por Fonofolk, donde se destacan Loreena McKennitt, Davy Spillane, Fuxan os Ventos, The Battlefield Band, Donal Lunny, Liorna, Cristina Pato, Lá Lugh, etc.

## Formación
- Arnaldo de Carvalho - percusión y coros
- Aurélio Malva - Mandolina, guitarra, gaita de foles, viola braguesa y voz solista
- Catarina Moura - Voz
- José Tovim - Bajo y Coros
- Joaquim Teles (Quim Né) - Batería y Percusión
- Luís Garção Nunes - Guitarra, viola beiroa, viola toeira y cavaquinho
- Manuel Rocha - Violin y Mandolina
- Ricardo Dias - Piano, Flauta, Acordeón y Gaita de Foles
- Rui Curto - Acordeón y concertina